# Phalloniscus avrilensis
Phalloniscus avrilensis is een pissebed uit de familie Dubioniscidae. De wetenschappelijke naam van de soort is voor het eerst geldig gepubliceerd in 1940 door Van Name.